# كاستريلو دي مينيو
بلدية كاستريلو دي مينيو (بالإسبانية: Castrelo de Miño) هي بلدية تقع في مقاطعة أورينسي التابعة لمنطقة غاليسيا شمال غرب إسبانيا.

## الديموغرافيا
بلغ عدد سكان بلدية كاستريلو دي مينيو 1.814 نسمة عام 2011 (وفقاً للمعهد الوطني للإحصاء الإسباني).
| 2.121 | 2.108 | 2.095 | 2.036 | 1.997 | 1.928 | 1.814 |